# 'Zat You, Santa Claus?/Cool Yule
 'Zat You, Santa Claus?/Cool Yule è un singolo del cantante statunitense Louis Armstrong e del gruppo musicale The Commanders, pubblicato nel novembre del 1953.

## Descrizione
Autore del brano  'Zat You, Santa Claus?, una canzone natalizia che è stata incisa successivamente anche da altri artisti e che si ritrova in varie raccolte natalizie, è Jack Fox. Il singolo uscì su etichetta Decca Records.
Louis Armstrong e The Commanders registrarono il brano  'Zat You, Santa Claus? il 22 ottobre 1953.
Il singolo recava come lato B il brano Cool Yule, composto da Steve Allen.

## Tracce
7"/10"
LATO A
1. 'Zat You, Santa Clause? – 2:40 (Jack Fox)

LATO B
1. Cool Yule – 2:55 (Steve Allen)

## Classifiche
| Classifica | Posizione massima | Nr. di settimane |
| ---------- | ----------------- | ---------------- |
| Francia    | 151               | 2                |

## Cover (lista parziale)
Tra gli artisti che hanno inciso una cover di  'Zat You, Santa Claus?, figurano:
- Abney Park (2012)
- Lee Aaron (2020)
- Asylum Street Spankers (2001)
- Cliff Beach (2021)
- Big Bad Voodoo Daddy (1995)
- Rossana Casale (nell'album Round Christmas del 2016)[5]
- Holly Cole (2001)
- Harry Connick Jr. (nell'album What a Night! - A Christmas Album del 2008)[6]
- Bing Crosby, Frank Sinatra  e Nat King Cole con Louis Armstrong[4]
- Banu Gibson e The New Orleans Hot Jazz (1995)
- Dan Gottshall e Miriam Kaul (2002)
- Benny Green e Miles Griffith (1997)
- Liz Huff (2015)
- Amy Jill e Bradley Williams (2009)
- The Lost Fingers (2016)
- Jimmy Maddox (2005)
- Ann Malcolm e Cojazz (2001)
- Christ O' Connor (2012)
- Ingrid Lucia (2004)
- Ali McGregor (2015)
- Michael Masci (2011)
- Abby Miracle (2011)
- Maria Muldaur (2012)
- The Muppets (nell'album The Muppets: A Green and Red Christmas del 2006)[7]
- Emma Pask (2013)
- Laura Pursell (2001)
- Smash Mouth (nell'album The Gift of Rock del 2012)[8]
- Michael Sicoly (2016)
- Meaghan Smith (2011)
- Mary Stahl (2004)